# Ghettotech
Ghettotech è un genere di musica elettronica dance originata a Detroit, Michigan e Chicago, Illinois. Combina elementi tipici della ghetto house di Chicago con la electro hop, la techno, l'hip hop, ed UK garage. È normalmente più veloce dei normali generi musicali dance, dai 145 ai 170 bpm, e contiene spesso liriche a sfondo pornografico.
La dizione e l'effettivo uso della parola ghettotech sono controversi. Le altre dizioni comprendono ghetto tech, getotek, ghettotec, ed altre denominazioni sono Detroit bass (riprendendo l'electro dell'area di Detroit), booty bass (riprendendo il Miami bass), Booty Music (un termine ombrello entro cui cade questo genere), tech, ghetto, ghetto shit o accelerated funk.
Lo stile ghettotech è stato creato da alcuni DJ e beatmaker principalmente attivi a Detroit, con una forte influenza del Grime e contemporaneamente con l'influenza della contigua ghetto house di Chicago. Se ne hanno le prime tracce approssimativamente attorno al 1994.